# Ginástica artística nos Jogos Olímpicos de Verão da Juventude de 2010 - Qualificatória masculina
A qualificatória masculina da ginástica artística nos Jogos Olímpicos de Verão da Juventude de 2010 foi disputada no dia 16 de agosto no Bishan Sports Hall, em Singapura. Os resultados desta etapa determinaram os finalistas: 18 ginastas no individual geral e 8 em cada um dos seis aparelhos: solo, salto sobre a mesa, cavalo com alças, barra fixa, barras paralelas e argolas.

## Resultados
| Ginasta                 | Solo    | Solo | Cavalo com alças | Cavalo com alças | Argolas | Argolas | Salto sobre a mesa | Salto sobre a mesa | Barras paralelas | Barras paralelas | Barra fixa | Barra fixa | Total geral | Total geral |
| Ginasta                 | Result. | Pos. | Result.          | Pos.             | Result. | Pos.    | Result.            | Pos.               | Result.          | Pos.             | Result.    | Pos.       | Result.     | Pos.        |
| ----------------------- | ------- | ---- | ---------------- | ---------------- | ------- | ------- | ------------------ | ------------------ | ---------------- | ---------------- | ---------- | ---------- | ----------- | ----------- |
| JPN Yuya Kamoto         | 14.500  | 2    | 13.650           | 5                | 14.500  | 2       | 15.750             | 5                  | 14.850           | 1                | 13.950     | 5          | 87.200      | 1           |
| GBR Sam Oldham          | 14.350  | 4    | 14.300           | 2                | 13.900  | 10      | 15.600             | 10                 | 14.250           | 4                | 14.450     | 1          | 86.860      | 2           |
| UKR Oleg Stepko         | 14.400  | 3    | 14.550           | 1                | 14.050  | 5       | 15.700             | 6                  | 14.300           | 3                | 13.800     | 9          | 86.800      | 3           |
| CHN Zhu Xiaodong        | 14.600  | 1    | 13.600           | 9                | 14.200  | 3       | 15.900             | 1                  | 13.650           | 12               | 14.150     | 3          | 86.100      | 4           |
| RUS Daniil Kazachkov    | 13.800  | 13   | 13.950           | 3                | 14.100  | 4       | 15.800             | 3                  | 13.900           | 7                | 13.850     | 7          | 85.400      | 5           |
| ROU Andrei Muntean      | 13.950  | 10   | 13.650           | 6                | 14.700  | 1       | 15.700             | 7                  | 14.400           | 2                | 11.400     | 39         | 83.800      | 6           |
| CUB Ernesto Vila Sarria | 14.100  | 7    | 13.400           | 14               | 12.700  | 30      | 15.650             | 9                  | 14.050           | 6                | 13.900     | 6          | 83.800      | 7           |
| BEL Thomas Neuteleers   | 14.200  | 5    | 12.650           | 26               | 13.900  | 11      | 14.750             | 31                 | 14.200           | 5                | 13.800     | 11         | 83.500      | 8           |
| ITA Ludovico Edalli     | 13.750  | 17   | 13.450           | 13               | 13.400  | 22      | 14.800             | 28                 | 13.900           | 8                | 13.800     | 10         | 83.100      | 9           |
| ARM Vahan Vardanyan     | 13.600  | 19   | 13.500           | 11               | 13.900  | 9       | 14.950             | 22                 | 13.150           | 20               | 13.450     | 14         | 82.550      | 10          |
| CAN Robert Watson       | 13.850  | 12   | 12.900           | 24               | 13.500  | 20      | 14.950             | 24                 | 13.850           | 9                | 13.300     | 18         | 82.350      | 11          |
| GRE Nikolaos Iliopoulos | 12.400  | 36   | 13.700           | 4                | 13.850  | 12      | 15.400             | 15                 | 13.350           | 18               | 13.500     | 13         | 82.200      | 12          |
| UZB Eduard Shaulov      | 13.800  | 15   | 13.500           | 12               | 12.100  | 35      | 15.500             | 12                 | 13.600           | 13               | 13.250     | 21         | 81.750      | 13          |
| HUN Levente Vagner      | 13.250  | 27   | 13.650           | 7                | 13.600  | 17      | 14.650             | 35                 | 13.600           | 14               | 12.850     | 27         | 81.600      | 14          |
| GER Daniel Weinert      | 13.850  | 11   | 13.050           | 20               | 13.100  | 28      | 14.650             | 36                 | 13.650           | 11               | 13.300     | 16         | 81.600      | 15          |
| CYP Michalis Krasias    | 13.600  | 20   | 13.200           | 17               | 13.800  | 13      | 14.700             | 33                 | 12.850           | 24               | 13.300     | 17         | 81.450      | 16          |
| FRA Brandon Prost       | 13.350  | 23   | 13.050           | 21               | 13.250  | 24      | 14.600             | 37                 | 13.700           | 10               | 13.150     | 22         | 81.100      | 17          |
| EGY Amr Ahmed           | 13.350  | 25   | 13.600           | 10               | 13.150  | 26      | 14.900             | 26                 | 12.750           | 26               | 13.300     | 19         | 81.050      | 18          |
| SUI Oliver Hegi         | 12.300  | 38   | 13.400           | 16               | 13.650  | 16      | 15.350             | 16                 | 12.550           | 27               | 13.750     | 12         | 81.000      | 19          |
| USA Jesse Glenn         | 13.800  | 14   | 11.750           | 32               | 14.000  | 7       | 15.650             | 8                  | 12.300           | 30               | 13.150     | 23         | 80.650      | 20          |
| BRA Arthur Mariano      | 13.500  | 22   | 13.150           | 18               | 11.950  | 37      | 15.350             | 17                 | 13.450           | 16               | 13.250     | 20         | 80.650      | 21          |
| KOR Jo Yeong-Gwang      | 13.350  | 24   | 11.900           | 29               | 13.750  | 15      | 14.950             | 25                 | 13.150           | 21               | 13.350     | 15         | 80.450      | 22          |
| LTU Robert Tvorogal     | 13.200  | 28   | 13.050           | 22               | 12.050  | 36      | 14.850             | 27                 | 13.100           | 22               | 14.150     | 2          | 80.400      | 23          |
| BLR Vasili Mikhalitsyn  | 13.300  | 26   | 13.600           | 8                | 13.300  | 23      | 13.900             | 39                 | 13.550           | 15               | 12.700     | 28         | 80.350      | 24          |
| THA Weena Chokpaoumpai  | 14.050  | 9    | 12.550           | 27               | 13.200  | 25      | 15.100             | 19                 | 12.750           | 25               | 12.450     | 31         | 80.100      | 25          |
| TUR Ferhat Arican       | 12.650  | 33   | 13.400           | 15               | 13.550  | 19      | 15.400             | 14                 | 11.950           | 35               | 13.050     | 24         | 80.000      | 26          |
| AUS Brody-Jai Hennessy  | 12.400  | 37   | 11.700           | 33               | 13.750  | 14      | 14.950             | 23                 | 13.250           | 19               | 13.800     | 8          | 79.850      | 27          |
| ESP Nestor Abad         | 14.100  | 6    | 10.200           | 39               | 14.050  | 6       | 15.800             | 2                  | 11.500           | 37               | 14.100     | 4          | 79.750      | 28          |
| VEN Junior Rojo         | 13.600  | 21   | 11.800           | 31               | 13.450  | 21      | 15.000             | 21                 | 13.350           | 17               | 12.300     | 35         | 79.500      | 29          |
| MEX Javier Cervantes    | 12.700  | 32   | 12.150           | 28               | 13.550  | 18      | 15.800             | 4                  | 12.500           | 28               | 12.500     | 30         | 79.200      | 30          |
| CRO Filip Borosa        | 14.050  | 8    | 12.950           | 23               | 12.450  | 31      | 14.750             | 30                 | 12.400           | 29               | 11.900     | 38         | 78.500      | 31          |
| KAZ Viktor Kocherin     | 12.600  | 34   | 13.100           | 19               | 12.400  | 32      | 15.550             | 11                 | 12.050           | 34               | 12.400     | 32         | 78.100      | 32          |
| RSA Ryan Patterson      | 12.800  | 31   | 11.350           | 35               | 12.850  | 29      | 14.700             | 32                 | 13.050           | 23               | 12.950     | 26         | 77.700      | 33          |
| NED Karl Kosztka        | 13.750  | 16   | 11.200           | 36               | 13.100  | 27      | 14.800             | 29                 | 11.650           | 36               | 12.400     | 33         | 76.900      | 34          |
| QAT Ahmed Aldayani      | 11.650  | 40   | 12.850           | 25               | 11.650  | 38      | 15.100             | 20                 | 12.150           | 32               | 12.600     | 29         | 75.900      | 35          |
| SIN Timothy Tay         | 13.200  | 29   | 11.550           | 34               | 12.250  | 33      | 14.100             | 38                 | 12.150           | 31               | 12.100     | 37         | 75.350      | 36          |
| MGL Erdenebold Ganbat   | 12.250  | 39   | 11.850           | 30               | 13.950  | 8       | 15.450             | 13                 | 12.050           | 33               | 9.750      | 41         | 75.300      | 37          |
| PUR Ismael Sanabria     | 13.750  | 18   | 8.650            | 41               | 12.150  | 34      | 15.200             | 18                 | 11.050           | 39               | 13.000     | 25         | 73.800      | 38          |
| ALG Naimi Mechkour      | 12.850  | 30   | 10.450           | 38               | 11.250  | 39      | 14.700             | 34                 | 11.100           | 38               | 12.200     | 36         | 72.550      | 39          |
| JOR Adham Alsqour       | 12.500  | 35   | 9.350            | 40               | 10.900  | 40      | 13.050             | 41                 | 10.450           | 40               | 12.400     | 34         | 68.650      | 40          |
| POL Lukasz Borkowski    | 0.000   | 41   | 11.050           | 37               | 0.000   | 41      | 13.900             | 40                 | 0.000            | 41               | 10.800     | 40         | 35.750      | 41          |